# Jens Schreiber
Pour les articles homonymes, voir Schreiber.
Jens Schreiber (né le 26 août 1982 à Oldenbourg) est un nageur allemand.

## Biographie
Il participe aux Jeux olympiques de 2004 à Athènes où il est éliminé en série de l'épreuve du 200 m nage libre, réalisant toutefois le 8e temps (1 min 49 s 00) de l'ensemble des séries et termine aux 8e et 6e places, avec l'équipe d'Allemagne, de la finale, respectivement, des relais 4 × 100 m et 4 × 200 m nage libre.
Il obtient son unique médaille individuelle internationale, en 2004 à Vienne lors des Championnats d'Europe en petit bassin; elle est de bronze, dans l'épreuve du 100 m nage libre. Ses autres médailles, d'or et d'argent, sont remportées avec l'équipe allemande des relais 4 × 50 m nage libre et 4 × 50 m quatre nages.

## Palmarès

### Championnats d'Europe
Petit bassin
- Championnats d'Europe 2003 à Dublin (Irlande) :
  -  Médaille d'argent au titre du relais 4 × 50 m nage libre (1 min 26 s 26).

- Championnats d'Europe 2004 à Vienne (Autriche) :
  -  médaille d'argent au titre du relais 4 × 50 m nage libre (1 min 26 s 30).
  -  médaille de bronze du 100 m nage libre (48 s 00).

- Championnats d'Europe 2006 à Helsinki (Finlande) :
  -  médaille d'or au titre du relais 4 × 50 m quatre nages (1 min 34 s 06, RM).

## Record
- Record du monde du relais 4 × 50 m quatre nages en petit bassin, avec un temps de 1 min 34 s 06 réalisé par l'équipe d'Allemagne à Helsinki, le 7 décembre 2006, lors de la finale des Championnats d'Europe.